# Августа Фердинанда Австрійська
Августа Фердинанда Австрійська, також Августа Фердинанда Тосканська та Августа Фердинанда Габсбург-Лотаринзька (італ. Augusta Ferdinanda d'Asburgo-Lorena, нім. Auguste Ferdinande von Österreich, повне ім'я Августа Фердинанда Луїза Марія Джованна Джузеппа; 1 квітня 1825 — 26 квітня 1864) — тосканська принцеса й австрійська ерцгерцогиня з династії Габсбургів, донька великого герцога Тоскани Леопольда II та саксонської принцеси Марії Анни, дружина принца-регента Баварії Луїтпольда, матір останнього короля Баварії Людвіга III.

## Біографія
Августа Фердинанда народилась 1 квітня 1825 року у Флоренції. Вона стала другою дитиною та другою донькою в сім'ї великого герцога Тоскани Леопольда II та його першої дружини Марії Анни Саксонської. Дівчинка мала старшу сестру Кароліну Августу, а невдовзі з'явилась молодша — Марія Максімільєна. Резиденцією родини було палаццо Пітті.
Матір, маючи слабке здоров'я, захворіла на туберкульоз. Лікарі порадили їй морське повітря, і взимку 1832 увесь двір переїхав до Пізи. Однак, врятувати Марію Анну не вдалося і у березні вона пішла з життя. Леопольд був дуже розгублений та засмучений, оскільки дійсно кохав дружину. Проте, прагнучи забезпечити спадкоємність, наступного року він побрався із юною Марією Антонією Бурбон-Сицилійською. Від другого шлюбу батька у Августи Фердинанди з'явилося десятеро зведених братів та сетер.
Принцеса отримала суворе католицьке виховання з акцентом на простоту, ощадливість та загальний розвиток. Мала цікавість до науки та мистецтва. Описували її як високу на зріст дівчину, красиву та впевнену у собі.
У віці 19 років вона пошлюбилася із 23-річним баварським принцом Луїтпольдом, третім сином правлячого короля Баварії Людвіга I. Весілля відбулося 15 квітня 1844 у Флоренції. Батько нареченого відмовляв його від цього шлюбу, оскільки в Августи вже з'явилися перші ознаки сухот. Однак, Луїтпольд був твердий у своєму виборі.
Із дітьми Августа розмовляла виключно італійською мовою. Політичної ролі не грала, однак завжди підтримувала чоловіка. Під час подій 1848 року відкрито виступала проти Лоли Монтес та намагалася підтримати престиж династії. Після вступу на престол Максиміліана II публічними виступами прагнула закріпити його авторитет.
Її батько, внаслідок заворушень 1859 року у Флоренції, зрікся престолу на користь сина Фердинанда та від'їхав до Відня. Однак, відновити герцогську владу в Тоскані не вдалося і велике герцогство стало частиною Сардинського королівства, а 1861 — увійшло до складу об'єднаної Італії.
Августа Фердинанда померла від сухот 26 квітня 1864, незабаром після свого 39-річчя. Поховали її у склепі Театинекірхе у Мюнхені. Луїтпольд більше не одружувався. Із господарством йому допомагали донька Тереза та сестра Альдеґунда. Після його обрання регентом у 1886 остання також фактично стала першою дамою країни.

## Родина
Чоловік — Луїтпольд Баварський
Діти:
- Людвіг Леопольд (1845—1921) — король Баварії у 1913—1918, був одружений із Марією Терезією Австрійською, мав тринадцятеро дітей;
- Леопольд Максиміліан (1846—1930) — генерал-фельдмаршал, претендент на трони Греції та Польщі, був одружений із Ґізелою Австрійською, мав четверо дітей;
- Тереза Шарлотта (1850—1925) — була закохана в свого кузена Отто, проте через його психічну хворобу шлюб не відбувся. Присвятила себе науці, стала відомим етнографом, зоологом та ботаніком;
- Франц Йозеф Арнульф (1852—1907) — генерал, був одружений з Терезою Ліхтейнштейнською, мав єдиного сина.

## Нагороди
- Орден Королеви Марії Луїзи (№ 588), (Іспанія).